# Runaway (película de 2010)
Runaway es un cortometraje, musical, estadounidense de 2010 dirigido por Kanye West.
Sirve como videoclip para una compilación de canciones del álbum de Kanye West, My Beautiful Dark Twisted Fantasy. Está inspirado por otros cortometrajes musicales como Purple Rain, Pink Floyd- The Wall y Michael Jackson's Thriller y pintores como Pablo Picasso y Henri Matisse. Los directores Federico Fellini y Stanley Kubrick, así como el diseñador de moda Karl Lagerfeld sirvieron también de gran inspiración. El cortometraje muestra la relación romántica entre un hombre y una mujer-fénix, y está acompañado por música de Kanye West, de su álbum My Beautiful Dark Twisted Fantasy (2010).

## Sinopsis
La película abre con Griffin (West) corriendo con la camisa desabrochada por una carretera en un bosque, con Lacrimosa de Mozart sonando de fondo. Seguido por una narración de Nicki Minaj en un acento inglés. Seguidamente se ve a Griffin conduciendo su MTX Tatra V8 a través del bosque con Dark Fantasy sonando de fondo. Un fénix (Ebanks), medio-mujer y medio-fénix, choca como un meteorito con la superficie de la tierra y Griffin choca su MTX Tatra V8 en el bosque. Esta escena, según GQ, refleja el accidente automovilístico de West que fue la inspiración para Through the Wire. Mientras el coche explota en el fondo, Griffin lleva el fénix a su casa en brazos. El fénix entra en contacto con objetos del mundo humano, incluyendo las noticias en una televisión de plasma o un vaso de porcelana. Después de que el fénix baile un remix de Power que Griffin toca en un MPC2000XL, éste la lleva a diferentes sitios, incluyendo un carnaval con una recreación de Michael Jackson hecha con papel mache, una banda musical, y fuegos artificiales en el desierto. "All of the Lights suena durante toda la secuencia. Griffin se enamora del fénix y van juntos a una cena de gala, durante la cual Devil in a New Dress suena de fondo. Los invitados expresan su repugnancia y comentarios negativos sobre el fénix. Todos los invitados van vestidos de blanco, con la excepción de Griffin y el Fénix, que parece a la vez extraterrestre y un ser humano. Referencias bíblicas le dan al lugar un aspecto de iglesia. El primer plato es pan y una bebida rosada servida en vasos de vino, sugiriendo comunión santa. Más tarde, "panes y los peces" son en la carta.
Griffin, enfadado, responde interpretando Runaway, respaldado por un grupo de bailarinas en tutús negros, seguido por una secuencia en cámara lenta donde las bailarinas principales actúan solas una versión de la canción en Auto-tune. Los invitados brindan por la letra de la canción que saluda a los "inútiles" y aplauden la actuación de Griffin. La cena termina cuando el fénix, horrorizado, grita de angustia ante la revelación de que el plato principal es un pavo grande, alejando a los invitados de la mesa. El principio de "Hell of a Life suena durante la escena. La siguiente escena muestra al fénix sentado en el jardín de Griffin mientras una nube oscura sobrepasa el cielo; con Blame Game de fondo. Se ve a la pareja sentada afuera bajo las estrellas (en una escena que recuerda a Moonwalker ) dónde charlan sobre la creación de esculturas. El fénix afirma que hay fénix que la sociedad ha convertido en piedras. Ella comenta sobre la naturaleza represiva de la tierra, diciendo, "Sabes qué es lo que más odio de vuestro mundo? Cambiais cualquier cosa que sea diferente. Luego le dice que para evitar su destino debe arder en llamas, y así, regresar a su mundo. Griffin, sin embargo, no puede aceptarlo y hacen el amor mientras suena "Lost in the World" (con Bon Iver). Griffin se despierta a la mañana siguiente en el techo de su apartamento, con el fénix desaparecido, y se revela que está volando por el cielo para cumplir su destino, adornado en un baúl dorado. La película termina con Griffin corriendo desesperadamente por el bosque, posiblemente en un intento (finalmente fallido) de encontrarlo y detenerlo, mientras el fénix contempla esto, claramente triste, y continúa en su vuelo.

## Producción
Runaway fue filmado en Praga durante un período de cuatro días en el verano de 2010. El guion fue escrito por Hype Williams y la historia estuvo escrita por West. Vanessa Beecroft se desempeñó como directora de arte con Jonathan Lia como productor; también con Virgil Abloh, Alexandre Moors, y Jason Last como directores creativos . Yemi A.D. fue responsable de la coreografía de las bailarines de ballet en la escena de Runaway. West describe el video como una "representación general de lo que él sueña" y una representación de su carrera musical." Hablando para MTV News, West dijo que quería mujeres de su vida, incluida su madre y sus exnovias, representadas en el video para que "conectasen con las diferentes emociones". De acuerdo con la modelo Selita Ebanks, quién también aparece en el video, la moral es que "el mundo no acepta, o tratan de cambiar lo qué es diferente, en lugar de tratar entenderlo".

## Estreno
El tráiler de la película debutó en el 2010 MTV Video Music Awards y el video completo se proyectó en París el 5 de octubre y en el BAFTA el 6 de octubre del mismo año. El 23 de octubre de 2010 el video debutó en Vevo, YouTube, MTV, MTV2, BET, y VH1.com.

### Respuesta crítica
El vídeo musical fue elogiado por Ken Tucker de Entertainment Weekly, llamándolo "una película de arte cuidadosamente modulada hecha por un hombre con una misión", destacando el uso de colores dominantes, así como las imágenes en la película. Jozen Cummings de The Wall Street Journal describió el video como "un cruce entre un vídeo musical épico y una película indie-house", indicando que el mayor logro del vídeo fue cómo "dio vida a la música de West". Will Dean de The Guardian catalogó al vídeo como una herramienta de promoción creativa, alabando el alcance y la creatividad del vídeo, señalando que era «ridículo, ostentoso y egoísta», y diciendo que encaja perfectamente en la estética de West.
Nicole Jones de MTV Buzzworthy dijo que la mayoría del vídeo era absurdo y agregó que era poco coherente, pero escribió eso obviando el verdadero significado del video, el vídeo fue «realmente bonito de ver, la música es genial, y nos recuerda una vez más por qué hay un solo Mr. West». Clair Saddath de Time colocó el video entre los mejores de todos los tiempos.

### Elogios
Fue nominado para el vídeo del año en los BET Awards de 2011, y West fue nominado como director del año.